# 子午線

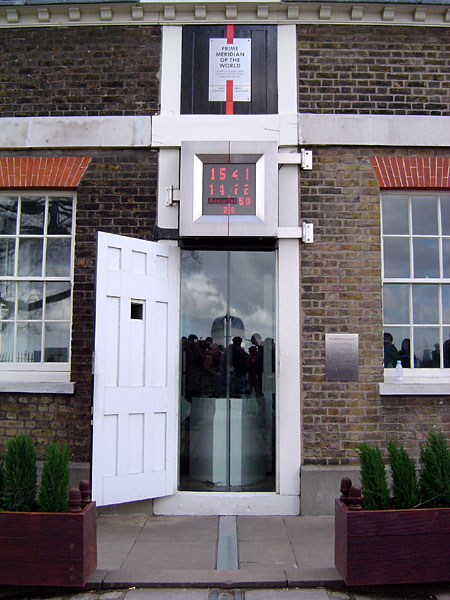
グリニッジ天文台のかつての本初子午線（グリニッジ子午線）。現在の本初子午線は、この位置から、東へ、角度で5.301秒、距離にして102.478mの位置を通過している。

子午線（しごせん、meridian）とは、地球の赤道に直角に交差するように両極を結ぶ曲線である。南北線（なんぼくせん）・南北圏（なんぼくけん）とも言う。同一経度の地点を結ぶ経線（けいせん、line of longitude）と一致する。
子午線に対して直交するのが卯酉線（ぼうゆうせん）で、東西圏とも言う。これに対して同一緯度の地点を結ぶのが緯線である。

## 概説
子午線は南極点と北極点を結ぶ大円をこれら2点において二分する楕円弧となり、必ず南北に伸びる。同一の子午線上の各点の位置は同一の経度で与えられる。
「子午線」という語は、子の方角（北）から午（うま）の方角（南）に伸びる線（大圏）を指している。これは方角を十二支に当てはめるやり方からきている。夜の0時を「正子」（子の刻）、昼の12時を「正午」（午の刻）と言うのも、同じ起源である。
なお、極点を結ぶ楕円の事を、地球に用いる場合は特に大圏ともいう。鉄器などの影響を全く受けない状態で磁石の針が指し示す線（大圏）を磁気子午線といい、これに対して両極を結ぶ本来の子午線は真の子午線と呼ばれる。両者には偏差を生じる。
子午線の長さは約2万キロメートル（正確には20,003.93 km）である。これは1メートル自体が当初、「赤道から北極点までの距離を1千万分の1にした長さ」を基準に決定されたためである。

### 本初子午線
赤道や地理極という明確な基準のある緯度と異なり、経度には明確な基準が自然には存在しないため、経度0度の地点（本初子午線）は人為的に設定する必要がある。過去、世界各地で様々な子午線が本初子午線に設定されてきた。 国際的には、1884年以降はイギリス・ロンドン郊外の旧グリニッジ天文台跡を通過するグリニッジ子午線が本初子午線に設定されていた。現在はこれを継承したIERS基準子午線が、グリニッジ子午線の102.478m東を通っている。
本初子午線以外の子午線は、地球中心を頂点として赤道に沿って測った本初子午線とのなす角によって互いに区別される。本初子午線より西側の経度は西経、東側は東経と呼ぶ。詳細は経度の項目を参考のこと。

## 天文学
天文学では、地平線上の真北から天頂を通って真南へ至る天球上の仮想的な大円を子午線と呼ぶ。従って北半球では天の北極、南半球では天の南極が必ず子午線上にある。子午線は常に地平線と直交する大円として固定されているため地球の自転に伴って天球上の天体は日周運動を行い、子午線を通過する。これを子午線通過（transitまたはculmination）と呼ぶ。天体の赤経と観測地での地方恒星時が分かれば、その天体がその観測地で子午線通過する時刻を求めることができる（時角を参照のこと）。